# 中国鉄路鄭州局集団有限公司
中国鉄路鄭州局集団有限公司（ちゅうごくてつろていしゅうきょくゆうげんコンス）は、中華人民共和国中国国家鉄路集団に属する鉄道運営会社の一つである。旧称は鄭州鉄路局。略称は鄭州局、鄭局。
管轄範囲は河南省の国営鉄道路線である。管理する営業路線距離は2412.6kmである。2005年3月の全国の鉄路局再構成以前は湖北省、陝西省南部及び山西省南部の国営鉄道路線を管轄していた。

## 歴史・沿革
鄭州鉄路局の前身は1904年に設立された鄭県駅であり、盧溝橋から漢口に至る路線の業務駅であった。その後日中戦争と国共内戦を経て1948年10月22日に人民解放軍が鄭州を占領し「中原隴海、平漢鉄路鄭州連合管理委員会」が出来た。1949年2月に「中原隴海、平漢鉄路連合管理局」と改められ、同年3月に「中国人民革命軍事委員会鉄道部鄭州鉄路管理局」が設立された。
1958年9月に中華人民共和国鉄道部鄭州鉄路局が正式に設立された。その後の鉄路局再編期間中に鉄道部は武漢及び西安鉄路局を鄭州鉄路局に併合したり分離したりした。2005年の再構成により鄭州局から武漢局、西安局が、北京局から太原鉄路局が分離独立した。
鄭州鉄路局の管轄区域は中国内で最大の鉄道路線のジャンクションである。鄭州は中国の著名な鉄道の枢軸になり、中国の鉄道史上で重要な位置を占めている。文化大革命の最中には鉄道による正常な交通を維持するために、再度の軍事管制が行われた。
2006年の中国企業500強ランキングで125位となった。

## 管轄範囲
- 京広線：柏庄駅－安陽駅間のK485+800（起点より485.800km）が北京局との境界、小商橋駅－孟廟駅間のK807+000が武漢局との境界[2]
- 隴海線：虞城県駅－張閣荘駅間のK354が済南局との境界、太要駅－潼関駅間のK935+500が西安局との境界[2]
- 焦柳線：耿坡駅－郜営駅間のK474+099が武漢局との境界[2]
- 新兗線：算王荘駅－菏沢南駅間のK148が済南局との境界[2]
- 京九線：曹県駅－梁堤頭駅間のK650+333が済南局との境界、木蘭駅－王樓駅間のK718+300が上海局との境界[2]
- 太焦線：夏店駅－大平駅間のK190+700が太原局との境界[2]
- 邯長線：長治北駅－北舍駅間のK215+500が北京局との境界[2]
- 侯月線：嘉峰駅－端氏駅間のK147+300が太原局との境界[2]
- 寧西線：商南駅－富水駅間のK248+300が西安局との境界、李家湾駅－小林駅間のK563+600が武漢局との境界[2]

## 機務段（機関区）

### 現有機務段
- 洛陽機務段 (洛段)
- 新郷機務段 (郷段)
- 鄭州機務段 (鄭段)

### 廃止された機務段
- 宝豊機務段 (豊段) 洛陽機務段に併合
- 三門峡西機務段 (峡段) 洛陽機務段に併合
- 月山機務段 (月段) 新郷機務段に併合
- 鄭州南機務段 鄭州北機務段に併合され、鄭州機務段となった。

## 所属車輌
所属機関車は1071輌で、うちディーゼル機関車が458輌、電気機関車613輌である。客車は1830輌でCRH2型電車が6編成である。